# Leves
I Leves (singolare: Levis) erano guerrieri della prima repubblica Romana, armati di giavellotto. Si trattava solitamente degli uomini più giovani e deboli della legione, che non potevano permettersi molto equipaggiamento. Spesso erano dotati solo di giavellotti leggeri, e nient'altro. Vi erano 300 leves in una legione e, a differenza di altri tipi di fanteria, non formavano unità a parte, ma venivano assegnati alle unità di hastati (truppe pesantemente armate con spade). Il loro obiettivo principale sul campo di battaglia era quello di punzecchiare il nemico con una pioggia di giavellotti, e supportare la fanteria pesante che combatteva corpo a corpo. Accensi e rorarii erano altre truppe dotate di armamento leggero da lancio, molto simili ai leves.

## Storia e sviluppo
Sembra che i leves si siano sviluppati nelle classi povere dell'esercito durante il regno dei re etruschi, quando l'esercito fu riformato da Marco Furio Camillo attorno al 386 a.C. Questi soldati stavano nelle retrovie di una falange molto numerosa, ed erano equipaggiati con un armamento simile a quello dei leves. Fornivano supporto con armi da lancio alla fanteria corpo a corpo dell'avanguardia. È probabile che gli scontri con i Sanniti e la cocente sconfitta per mano del gallo Brenno, entrambi dotati di piccole unità militari piuttosto che di numerose, fece capire ai Romani l'importanza della flessibilità e l'inadeguatezza delle falangi sul duro e collinoso terreno dell'Italia centrale.

### Sistema camillano
A partire dal IV secolo a.C. le milizie che i Romani avevano ereditato dagli Etruschi erano ancora in uso. Nonostante la loro efficienza fosse dubbia, si dimostrarono vincenti contro i nemici locali di Roma. Quando i Galli invasero l'Etruria nel 390 a.C., gli abitanti chiesero aiuto a Roma. Il piccolo contingente inviato da Roma per respingere gli invasori gallici provocò un attacco in grande stile contro Roma. L'intero esercito romano fu distrutto nella battaglia del fiume Allia, con una disfatta tale da rendere necessarie le riforme di Marco Furio Camillo. Con il nuovo sistema, gli uomini venivano ordinati in classi basandosi sulla loro forza; i leves erano tra i più deboli, assieme a rorarii e accensi. I leves portavano solitamente molti giavellotti leggeri ed un semplice scudo rotondo di circa 90 cm di diametro. Il più grande e rettangolare scutum veniva portato a volte dai soldati che potevano permetterselo. Combattevano in formazione sciolta, spesso correndo davanti all'esercito prima della battaglia, per stuzzicare i nemici con lanci dei loro giavellotti.
Con questa organizzazione, i 300 leves venivano legati alle unità di hastati, truppe pesantemente armate con spade, piuttosto che formare unità proprie. In una battaglia preparata a tavolino, i leves avrebbero formato il fronte della legione per lanciare contro in nemici, e coprire così l'avanzata degli hastati e del resto della fanteria pesante. Gli equites, ovvero la cavalleria, era usata sui fianchi per rincorrere i nemici in fuga. I rorarii e gli accensi, nell'ultima fila, erano usati con un ruolo di supporto, fornendo massa e rinforzando le zone deboli.

### Sistema polibiano
Il sistema organizzativo camillano si dimostrò inefficiente, in parte per il numero relativamente alto di truppe leggere, e, attorno alla metà del III secolo a.C., fu ristrutturato. Nel nuovo sistema, descritto da Polibio, i diversi tipi di truppe leggere erano sciolti, e sostituiti da un'unica classe di guerrieri, i velites Il loro equipaggiamento ed il compito erano molto simili a quelli dei leves, stimolare il nemico col lancio di armi e supportare le truppe amiche.